# Vitaly Pisarenko
Vitaly Pisarenko (en ukrainien : Віталій Писаренко), né à Kiev le 24 juillet 1987, est un pianiste classique ukrainien.  Il a remporté le Concours international de piano Franz-Liszt en 2008.

## Biographie
Vitaly Pisarenko est né à Kiev et s'est produit pour la première fois en public à l'âge de six ans. Il a étudié à Kharkiv et à Kiev et est entré en 2005 dans la classe de Yuri Slesarev au Conservatoire Tchaïkovski de Moscou . Il a également étudié au Conservatoire Codarts de Rotterdam, sous la direction d'Aquiles Delle Vigne .
Pisarenko s'est produit en tant que soliste en Russie, en Italie, en Macédoine du Nord, en Autriche, aux Pays-Bas et en Allemagne. Il a remporté le premier prix du concours Inter Fest Bitola à Dnevnik (Macédoine du Nord) en octobre 2005. Il a également remporté le 3e prix, le prix du public et le prix spécial Fazıl Say au 5e Concours Franz Liszt à Weimar en 2006. De plus, il a remporté le Concours international de piano Citta di Trani en Italie. En 2008, il a été lauréat du Concours international de piano de Leeds à Utrecht.
En 2015, Pisarenko a été finaliste au Concours international de piano de Leeds au Royaume-Uni, terminant à la troisième place.
Vivant à Londres, il est à partir de 2020, professeur à la Purcell School for Young Musicians de Bushey  ainsi qu'au Royal College of Music de Londres.